# پیمان ثبت جزئیات اجسام پرتاب‌شده به فضا
پیمان ثبت جزئیات اجسام پرتاب‌شده به فضا (به انگلیسی: Convention on Registration of Objects Launched into Outer Space) (به نام معمول پیمان ثبت (به انگلیسی: Registration Convention)) که توسط مجمع عمومی سازمان ملل متحد در ۱۲ نوامبر ۱۹۷۴ تصویب و در ۱۵ سپتامبر ۱۹۷۶ به اجرا درآمد. تا سال ۲۰۱۴، ۶۲ کشور این معاهده را تصویب کرده‌اند. دو سازمان دولتی بین‌المللی آژانس فضایی اروپا و سازمان اروپایی بهره‌برداری از ماهواره‌های هواشناسی اعلام کرده‌اند که کلیه حقوق و الزامات این پیمان را پذیرفته‌اند.
این پیمان، کشورهای عضو را به تهیه جزئیات مربوط به مدار هر جسم فضایی که به فضا پرتاب می‌شود و ارائه آن به سازمان ملل ملزم می‌کند. پیش از این پیمان، در سال ۱۹۶۲ معاهده دیگری در سازمان ملل تصویب شده بود که کشورها را به ارائه جزئیات پرتاب کاوشگرهای فضایی خود ملزم می‌کرد.
نظارت بر اجرای این پیمان بر عهده کمیته سازمان ملل در امور استفاده صلح‌آمیز از فضا است.

## مفاد پیمان
مفاد این پیمان شامل وارد زیر می‌شود:
- نام کشور پرتابگر
- ارائه یک نام شاخص یا شماره ثبت برای جسم فضایی
- تاریخ و منطقه/محل پرتاب
- عناصر مداری اصلی (دوره گردش، انحراف مداری و اوج و حضیض)
- کاربری اصلی جسم فضایی

اطلاعات اجرام ثبت شده در سایت UNOOSA دسترس هستند.

## وضعیت اعضا
وضعیت کشورهای عضو به صورت جدول زیر است:
| کشور                   | تاریخ امضا     | تاریخ تصویب     | تاریخ اجرا      |
| ---------------------- | -------------- | --------------- | --------------- |
| الجزایر                | —              | ۹ مارس ۲۰۰۷     | ۹ مارس ۲۰۰۷     |
| آنتیگوآ و باربودا      | —              | ۱۳ دسامبر ۱۹۸۸  | ۱۳ دسامبر ۱۹۸۸  |
| آرژانتین               | ۲۶ مارس ۱۹۷۵   | ۵ مه ۱۹۹۳       | ۵ مه ۱۹۹۳       |
| استرالیا               | —              | ۱۱ مارس ۱۹۸۶    | ۱۱ مارس ۱۹۸۶    |
| اتریش                  | ۱۴ اکتبر ۱۹۷۵  | ۶ مارس ۱۹۸۰     | ۶ مارس ۱۹۸۰     |
| بلاروس                 | ۳۰ ژوئن ۱۹۷۵   | ۲۶ ژانویه ۱۹۷۸  | ۲۶ ژانویه ۱۹۷۸  |
| بلژیک                  | ۳۰ ژوئن ۱۹۷۵   | ۲۴ فوریه ۱۹۷۷   | ۲۴ فوریه ۱۹۷۷   |
| برزیل                  | —              | ۱۷ مارس ۲۰۰۶    | ۱۷ مارس ۲۰۰۶    |
| بلغارستان              | ۴ فوریه ۱۹۷۶   | ۱۱ مه ۱۹۷۶      | ۱۵ سپتامبر ۱۹۷۶ |
| کانادا                 | ۱۴ فوریه ۱۹۷۵  | ۴ اوت ۱۹۷۶      | ۱۵ سپتامبر ۱۹۷۶ |
| شیلی                   | —              | ۱۷ سپتامبر ۱۹۸۱ | ۱۷ سپتامبر ۱۹۸۱ |
| چین                    | —              | ۱۷ سپتامبر ۱۹۸۱ | ۱۷ سپتامبر ۱۹۸۱ |
| کلمبیا                 | —              | ۱۰ ژانویه ۲۰۱۴  | ۱۰ ژانویه ۲۰۱۴  |
| کاستاریکا              | —              | ۱۴ اکتبر ۲۰۱۰   | ۱۴ اکتبر ۲۰۱۰   |
| کوبا                   | —              | ۱۰ آوریل ۱۹۷۸   | ۱۰ آوریل ۱۹۷۸   |
| قبرس                   | —              | ۶ ژوئیه ۱۹۷۸    | ۶ ژوئیه ۱۹۷۸    |
| جمهوری چک              | —              | ۲۲ فوریه ۱۹۹۳   | ۲۲ فوریه ۱۹۹۳   |
| دانمارک                | ۱۲ دسامبر ۱۹۷۵ | ۱ آوریل ۱۹۷۷    | ۱ آوریل ۱۹۷۷    |
| فرانسه                 | ۱۴ ژانویه ۱۹۷۵ | ۱۷ دسامبر ۱۹۷۵  | ۱۵ سپتامبر ۱۹۷۶ |
| آلمان                  | ۲ مارس ۱۹۷۶    | ۱۶ اکتبر ۱۹۷۹   | ۱۶ اکتبر ۱۹۷۹   |
| یونان                  | —              | ۲۷ مه ۲۰۰۳      | ۲۷ مه ۲۰۰۳      |
| مجارستان               | ۱۳ اکتبر ۱۹۷۵  | ۲۶ اکتبر ۱۹۷۷   | ۲۶ اکتبر ۱۹۷۷   |
| هند                    | —              | ۱۸ ژانویه ۱۹۸۲  | ۱۸ ژانویه ۱۹۸۲  |
| اندونزی                | —              | ۱۶ ژوئیه ۱۹۹۷   | ۱۶ ژوئیه ۱۹۹۷   |
| ایتالیا                | —              | ۸ دسامبر ۲۰۰۵   | ۸ دسامبر ۲۰۰۵   |
| ژاپن                   | —              | ۲۰ ژوئن ۱۹۸۳    | ۲۰ ژوئن ۱۹۸۳    |
| قزاقستان               | —              | ۱۱ ژانویه ۲۰۰۱  | ۱۱ ژانویه ۲۰۰۱  |
| کره شمالی              | —              | ۱۰ مارس ۲۰۰۹    | ۱۰ مارس ۲۰۰۹    |
| کره جنوبی              | —              | ۱۴ اکتبر ۱۹۸۱   | ۱۴ اکتبر ۱۹۸۱   |
| کویت                   | —              | ۲۸ آوریل ۲۰۱۴   | ۲۸ آوریل ۲۰۱۴   |
| لبنان                  | —              | ۲۸ آوریل ۲۰۰۴   | ۲۸ آوریل ۲۰۰۴   |
| لیبی                   | —              | ۸ ژانویه ۲۰۱۰   | ۸ ژانویه ۲۰۱۰   |
| لیختن‌اشتاین            | —              | ۲۶ فوریه ۱۹۹۹   | ۲۶ فوریه ۱۹۹۹   |
| لیتوانی                | —              | ۸ مارس ۲۰۱۳     | ۸ مارس ۲۰۱۳     |
| مکزیک                  | ۱۹ دسامبر ۱۹۷۵ | ۱ مارس ۱۹۷۷     | ۱ مارس ۱۹۷۷     |
| مغولستان               | ۳۰ اکتبر ۱۹۷۵  | ۱۰ آوریل ۱۹۸۵   | ۱۰ آوریل ۱۹۸۵   |
| مونته‌نگرو              | —              | ۲۳ اکتبر ۲۰۰۶   | ۲۳ اکتبر ۲۰۰۶   |
| مراکش                  | —              | ۱۹ سپتامبر ۲۰۱۲ | ۱۹ سپتامبر ۲۰۱۲ |
| هلند                   | —              | ۲۶ ژانویه ۱۹۸۱  | ۲۶ ژانویه ۱۹۸۱  |
| نیجر                   | ۵ اوت ۱۹۷۶     | ۲۲ دسامبر ۱۹۷۶  | ۲۲ دسامبر ۱۹۷۶  |
| نیجریه                 | —              | ۶ ژوئیه ۲۰۰۹    | ۶ ژوئیه ۲۰۰۹    |
| نروژ                   | —              | ۲۸ ژوئن ۱۹۹۵    | ۲۸ ژوئن ۱۹۹۵    |
| پاکستان                | ۱ دسامبر ۱۹۷۵  | ۲۷ فوریه ۱۹۸۶   | ۲۷ فوریه ۱۹۸۶   |
| پرو                    | —              | ۲۱ مارس ۱۹۷۹    | ۲۱ مارس ۱۹۷۹    |
| لهستان                 | ۴ دسامبر ۱۹۷۵  | ۲۲ نوامبر ۱۹۷۸  | ۲۲ نوامبر ۱۹۷۸  |
| قطر                    | —              | ۱۴ مارس ۲۰۱۲    | ۱۴ مارس ۲۰۱۲    |
| روسیه                  | ۱۷ ژوئن ۱۹۷۵   | ۱۳ ژانویه ۱۹۷۸  | ۱۳ ژانویه ۱۹۷۸  |
| عربستان سعودی          | —              | ۱۸ ژوئیه ۲۰۱۲   | ۱۸ ژوئیه ۲۰۱۲   |
| صربستان                | —              | ۱۲ مارس ۲۰۰۱    | ۱۲ مارس ۲۰۰۱    |
| سیشل                   | —              | ۲۸ دسامبر ۱۹۷۷  | ۲۸ دسامبر ۱۹۷۷  |
| اسلواکی                | —              | ۲۸ مه ۱۹۹۳      | ۲۸ مه ۱۹۹۳      |
| آفریقای جنوبی          | —              | ۲۷ ژانویه ۲۰۱۲  | ۲۷ ژانویه ۲۰۱۲  |
| اسپانیا                | —              | ۲۰ دسامبر ۱۹۷۸  | ۲۰ دسامبر ۱۹۷۸  |
| سنت وینسنت و گرنادین‌ها | —              | ۲۷ آوریل ۱۹۹۹   | ۲۷ آوریل ۱۹۹۹   |
| سوئد                   | ۹ ژوئن ۱۹۷۶    | ۹ ژوئن ۱۹۷۶     | ۱۵ سپتامبر ۱۹۷۶ |
| سوئیس                  | ۱۴ آوریل ۱۹۷۵  | ۱۵ فوریه ۱۹۷۸   | ۱۵ فوریه ۱۹۷۸   |
| ترکیه                  | —              | ۲۱ ژوئن ۲۰۰۶    | ۲۱ ژوئن ۲۰۰۶    |
| اوکراین                | ۱۱ ژوئیه ۱۹۷۵  | ۱۴ سپتامبر ۱۹۷۷ | ۱۴ سپتامبر ۱۹۷۷ |
| امارات متحده عربی      | —              | ۷ نوامبر ۲۰۰۰   | ۷ نوامبر ۲۰۰۰   |
| بریتانیا               | ۶ مه ۱۹۷۵      | ۳۰ مارس ۱۹۷۸    | ۳۰ مارس ۱۹۷۸    |
| ایالات متحده آمریکا    | ۲۴ ژانویه ۱۹۷۵ | ۱۵ سپتامبر ۱۹۷۶ | ۱۵ سپتامبر ۱۹۷۶ |
| اروگوئه                | —              | ۱۸ اوت ۱۹۷۷     | ۱۸ اوت ۱۹۷۷     |

چهار کشور نیز پیمان را امضا کرده ولی هنوز تصویب نکرده‌اند:
| کشور       | تاریخ امضا     |
| ---------- | -------------- |
| بوروندی    | ۱۳ نوامبر ۱۹۷۵ |
| ایران      | ۲۷ مه ۱۹۷۵     |
| نیکاراگوئه | ۱۳ مه ۱۹۷۵     |
| سنگاپور    | ۳۱ اوت ۱۹۷۶    |

## پیشنهادها
در دسامبر سال ۲۰۰۷ مجمع عمومی سازمان ملل قطعنامه‌ای را به اتفاق آرا تصویب کرد که بر اساس آن پذیرفت مفاد زیر باید به پیمان ثبت جزئیات اجسام پرتاب شده به فضا اضافه شوند:
- ساعت هماهنگ جهانی برای تعیین زمان مرجع در تاریخ پرتاب
- کیلومتر، دقیقه و درجه به عنوان واحد استانداردی برای پارامترهای اصلی چرخش
- هرگونه اطلاعات سودمند در مورد کاربری جسم فضایی به غیر از کاربری اصلی. این اطلاعات اضافی باید توسط کمیته اصلی پیمان‌نامه درخواست شوند.
- موقعیت مدار زمین‌ثابت (در صورت امکان)
- هرگونه تغییری در وضعیت جسم فضایی (مانند زمانی که جسم فضایی دیگر قابل استفاده نیست)
- اعلام زمان حدودی برای فرسودگی یا بازگشت به زمین
- تاریخ و شرایط فیزیکی جسم فضایی که به سوی مدار زباله‌های فضایی رانده می‌شود.
- ارائه لینک در وبسایت رسمی خود برای ارائه اطلاعات در مورد جسم فضایی

## پیش‌زمینه
تا سال ۲۰۰۸ بیش از ۲۰۰ ماهواره از کار افتاده در بخشی از فضا در نزدیکی مدار زمین‌ثابت، تخیله و زباله شده‌اند. بر اساس اخطار سازمان ملل در طی ۱۰ سال این عدد نزدیک ۵ برابر بیشتر شده‌است. این مسئله می‌تواند باعث بی‌نظمی شود که منجر به صدمات جدی یا از دست رفتن کاوشگر فضایی شود.